# 417 Suevia
417 Suevia eller A896 JB är en asteroid i huvudbältet, som upptäcktes 6 maj 1896 av den tyske astronomen Max Wolf. Den är uppkallad efter Corps Suevia Heidelberg.
Asteroiden har en diameter på ungefär 54 kilometer.